# Município de Monroe (condado de Darke, Ohio)
O município de Monroe (em inglês: Monroe Township) é um município localizado no condado de Darke no estado estadounidense de Ohio. No ano de 2010 tinha uma população de 1.735 habitantes e uma densidade populacional de 26,08 pessoas por km².

## Geografia
O município de Monroe encontra-se localizado nas coordenadas 39° 58′ 00″ N, 84° 28′ 19″ O. Segundo a Departamento do Censo dos Estados Unidos, o município tem uma superfície total de 66.53 km², da qual 66,5 km² correspondem a terra firme e (0,04 %) 0,03 km² é água.

## Demografia
Segundo o censo de 2010, tinha 1.735 habitantes residindo no município de Monroe. A densidade populacional era de 26,08 hab./km². Dos 1.735 habitantes, o município de Monroe estava composto pelo 98,96 % brancos, o 0,06 % eram afroamericanos, o 0,17 % eram amerindios, o 0,23 % eram asiáticos e o 0,58 % eram de uma mistura de raças. Do total da população o 0,06 % eram hispanos ou latinos de qualquer raça.